# Hannah Wilkinson
Hannah Lillian Wilkinson (Whangarei, Nueva Zelanda; 28 de mayo de 1992) es una futbolista neozelandesa. Juega como delantera en el MSV Duisburgo de la 2. Bundesliga Femenina de Alemania. Es internacional con la selección de Nueva Zelanda.

## Trayectoria
Wilkinson comenzó su carrera en el North Force, donde fue nombrada para el primer equipo juvenil en 2010. En 2011, dejó North Force y se unió al Glenfield Rovers. Desde 2012, jugó para los Tennessee Volunteers, el equipo de fútbol universitario de la Universidad de Tennessee. Tras anotar 22 goles en 49 partidos en los primeros tres años, se perdió toda la temporada 2015 debido a una lesión.
Después de tres temporadas y al cabo de su graduación de la Universidad de Tennessee, se unió al equipo sueco Vittsjö GIK en marzo de 2017. En su primera temporada en la Damallsvenskan, evitó el descenso a la Elitettan al finalizar su equipo en la antepenúltima posición. En la temporada 2018, Vittsjö terminó en novena posición (de 12 equipos), salvándose del descenso por dos puntos.
En julio de 2019, fichó por el Sporting Lisbon del Campeonato Nacional de Portugal. Debido a la pandemia de COVID-19, tuvo que terminar su contrato antes de tiempo luego de jugar 20 partidos en los que marcó 16 goles.
En 2020 jugó volvió a la Damallsvenskan, esta vez jugando para el Djurgården IF.
En enero de 2021, Wilkinson se unió al MSV Duisburg de la Bundesliga Femenina. Con sólo 7 puntos obtenidos en 22 partidos y finalizando en el fondo de la tabla, el club descendió a la 2. Bundesliga Femenina al término de la temporada 2020-21.

## Selección nacional

### Categorías menores
Wilkinson jugó por primera vez para la selección sub-20 de Nueva Zelanda en enero de 2010, impresionando al técnico nacional John Herdman con 5 goles en 3 partidos, incluido un hat-trick en el primero, lo que le valió una convocatoria a la selección mayor para los amistosos contra Australia y para disputar la Copa de Chipre. En 2010, representó a su país en la Copa Mundial Sub-20 de 2010, participando en los tres partidos de la fase de grupos. También apareció en los tres partidos de la fase de grupos durante el Mundial Sub-20 de 2012.

### Selección mayor
Wilkinson debutó con la selección absoluta de Nueva Zelanda en la alineación titular en un amistoso contra Australia el 17 de febrero de 2010. Disputó su primer Mundial Femenino en la Copa Mundial de 2011, jugando como sustituta en los tres partidos de la fase de grupos. En el último partido, marcó el gol del empate contra México en el minuto 94. Wilkinson jugó tres de los cuatro partidos de Nueva Zelanda en los Juegos Olímpicos de Londres 2012. Disputó los tres partidos de su país en la Copa Mundial de 2015 en Canadá. Fue titular en los tres partidos de Nueva Zelanda en los Juegos Olímpicos de 2016 en Brasil.
En abril de 2019, Wilkinson fue convocada para el equipo final que disputó la Copa Mundial de 2019, después de una notable recuperación de una lesión en su ligamento cruzado anterior.

## Estadísticas

### Clubes
| Club               | País     | Año             |
| ------------------ | -------- | --------------- |
| Vittsjö GIK        | Suecia   | 2017 - 2018     |
| Sporting de Lisboa | Portugal | 2018 - 2019     |
| Djurgårdens IF     | Suecia   | 2020            |
| MSV Duisburgo      | Alemania | 2021 - presente |

## Palmarés

### Títulos internacionales
| Título                        | Equipo        | Sede          | Año  |
| ----------------------------- | ------------- | ------------- | ---- |
| Campeonato Femenino de la OFC | Nueva Zelanda | Nueva Zelanda | 2010 |

(*) Incluyendo la Selección

## Vida personal
Aparte del fútbol, Wilkinson dice que le gusta tocar la batería y la guitarra, y practicar surf. Ha lanzado dos sencillos en Spotify. Waiting for the Sun fue lanzado en enero de 2019 y Set Me Free, en abril de 2019.